# Percepción facial
La percepción facial es la comprensión e interpretación de la cara por parte de un individuo, particularmente la cara humana, especialmente en relación con el procesamiento de información asociado en el cerebro.
Las proporciones y expresiones del rostro humano son importantes para identificar el origen, tendencias emocionales, cualidad de salud y cierta información social. 
Desde el nacimiento, las caras son importantes en la interacción social de cada individuo. Las percepciones faciales son muy complejas, ya que el reconocimiento de las expresiones involucra áreas extensas y diversas en el cerebro. En ocasiones, partes dañadas del cerebro pueden causar deficiencias específicas en la comprensión de rostros o prosopagnosia.

## Desarrollo
Desde el nacimiento, los bebés poseen capacidades rudimentarias para el procesamiento facial y muestran un gran interés en los rostros. Por ejemplo, se ha demostrados que recién nacidos (1-3 días) son capaces de reconocer caras incluso si giran hasta 45 grados. Sin embargo, este interés no es continuamente presente en la infancia y muestra incremento o disminución a través del tiempo en el que el niño crece. Específicamente, mientras los recién nacidos muestran preferencias por los rostros, este comportamiento se reduce entre el primer y cuarto mes. Alrededor de los tres meses, aparece nuevamente la preferencia por los rostros y el interés parece alcanzar su punto máximo durante el primer año, sin embargo, este declina lentamente durante los próximos dos años. La preferencia por los rostros resurge a los 3 meses de edad. Esto puede ser influido por sus propias habilidades motoras y experiencias. Los bebés de hasta dos días de nacidos son capaces de imitar las expresiones faciales de un adulto, mostrando así su capacidad de observar detalles como la forma de la boca o de los ojos, así como mover sus propios músculos faciales y producir   patrones similares en sus rostros. Sin embargo, a pesar de contar con esta capacidad, los recién nacidos aun no son conscientes del contenido emocional codificado en las expresiones faciales. Cuando se le presenta a un bebe de 5 meses una imagen de una persona que muestra una expresión temerosa y una que muestra una expresión feliz, el bebé presta la misma atención y exhibe potenciales relacionados con eventos similares (ERPs) para ambos. Sin embargo, cuando los bebés de siete meses se les da el mismo tratamiento, se enfocan más en la cara que expresa temor, y su potencial relacionado con el evento para la cara asustada muestra un componente central negativo inicial más fuerte que el de la cara feliz. Este resultado indica un mayor enfoque atencional y cognitivo hacia el miedo que refleja la natural amenaza proyectiva de la emoción. Además, los componentes centrales negativos de los bebés no eran diferentes para los rostros nuevos que variaba en la intensidad de una expresión emocional, sin embargo, representaban la misma emoción que un rostro al que habían estado acostumbrados, pero eran más fuertes para los rostros de diferentes emociones, mostrando que los bebés de siete meses consideran las caras felices y tristes como categorías emotivas distintas. Si bien se ha encontrado que los bebés de siete meses se enfocan más en los rostros temerosos. Otro estudio realizado por Jessen Altvater-Mackensen y Grossmann demostró que “las expresiones felices provocan una mayor simpatía en los bebés” cuando las expresiones faciales se presentaron de manera subliminal y supraliminalmente, o de una manera que los bebés eran conscientes del estímulo. Estos resultados muestran que la conciencia consciente de un estímulo no está conectada a la reacción de un bebé a ese estímulo
El reconocimiento de rostros es un importante mecanismo neurológico que los individuos utilizan todos los días. Jeffrey y Rhodes escriben que los rostros “transmiten una gran cantidad de información que utilizamos para guiar nuestras interacciones sociales”. Las emociones juegan un papel importante en nuestras interacciones sociales. La persecución de una emoción positiva o negativa en un rostro afecta la forma en que un individuo percibe y procesa ese rostro. Por ejemplo, una cara que se percibe con una emoción negativa se procesa de una manera menos hostil que una cara que muestra una emoción positiva. La capacidad de reconocimiento del rostro es evidente incluso al inicio de la infancia. Los mecanismos neurológicos responsable del reconocimiento facial se presenta a la edad de cinco años. La investigación muestra que la manera en la que los niños procesan las caras es similar a la de los adultos, sin embargo, los adultos procesan de manera más eficiente. La razón de esto puede ser debido a los avances en la memoria y el funcionamiento cognitivo que ocurren con la edad.
Los bebés pueden comprender las expresiones faciales como señales sociales que representan los sentimientos de otras personas antes de que tengan un año. A los siete meses, el propósito de observar la aparente reacción emocional de la cara es relevante en el procesamiento del rostro. A esta edad muestran mayores componentes centrales negativos hacia las caras enojadas que los miran directamente que a cualquier otro lugar, aunque la dirección de la mirada hacia los rostros temerosos no produce ninguna diferencia. Además, dos componentes ERP en la parte posterior del cerebro se activan de manera diferente por ambas expresiones negativas probadas. Estos resultados indican que los bebés a esta edad pueden llegar a comprender al menos parcialmente el mayor nivel de amenaza de la ira dirigida a ellos en comparación con la ira dirigida a otros. Al menos a los siete meses, los bebés también pueden usar expresiones faciales para comprender el comportamiento de los demás. Observan señales faciales para comprender los motivos de otras personas en situaciones ambiguas, como lo demuestra un estudio en el que los bebés observaron el rostro del experimentador por más tiempo cuando este le quitaba un juguete manteniendo una expresión neutral en comparación hacer una expresión feliz. El interés en el mundo social aumenta con la interacción con el entorno físico. Entrenar a los bebés de tres meses para alcanzar objetos con “guantes adhesivos” cubiertos con velcro aumenta la cantidad de atención que prestan a los rostros en comparación con los objetos que se mueven pasivamente a través de sus manos.
Siguiendo con la idea de que los niños de siete meses tienen una compresión categórica de las emociones, también son capaces de asociar las prosodias emocionales. Cuando se les presenta una cara feliz o enojada, seguida brevemente por una palabra neutral emocionalmente leída en un tono feliz o enojado, sus ERP siguen patrones diferentes. Las caras felices seguidas por tonos vocales enojados producen más cambios que cara enojada y tono vocal feliz. Por otro lado, no hubo tal diferencia entre feliz y enojado con caras y tonos congruentes. Los bebés tenían mayores expectativas de un tono vocal feliz al ver una cara feliz que un tono de enojo después de ver una cara enojada. Él bebe cuenta con una relativa inmovilidad, por lo que posee una disminuida capacidad para provocar reacciones negativas de sus padres, este resultado implica que la experiencia tiene un papel en la construcción de la comprensión de las expresiones faciales.
Varios estudios indican que la experiencia perceptiva temprana es crucial para el desarrollo de capacidades características de la percepción visual adulta, incluida la capacidad para identificar personas conocidas para reconocer y comprender expresiones faciales. La capacidad de discernir entre rostros, al igual que el lenguaje, parece tener un amplio potencial en la vida temprana que se reduce a tipos de caras que experimentan en dicha etapa. Los bebes a los seis meses pueden discernir entre los rostros de los macacos, pero sin exposición continua, no pueden hacerlo hasta los nueve meses de edad. Cuando se les mostraron fotografías de macacos durante el periodo de tres meses, los bebés de nueve meses pudieron distinguir de manera confiable entre los rostros de los macacos desconocidos.
Los sustratos neuronales de la percepción de rostros en los bebés son probablemente similares a los de los adultos, pero los límites de la tecnología de imagen que pueden utilizarse con los bebés actualmente impiden la localización específica de la función. Así como información específica de áreas subcorticales como la amígdala, que está activa en la percepción de expresión facial en los adultos. En un estudio sobre adultos sanos, se demostró que es probable que las caras se procesan, en parte, a través de una vía retinotectal (subcortical).
Sin embargo, hay actividad cerca del giro fusiforme, así como en áreas occipitales. Cuando los bebes están expuestos a los rostros, y varía según los factores que incluyen la expresión facial y la dirección de la mirada.

## Adulto
Las habilidades de reconocer y percibir los rostros son vitales y necesarias para poder coexistir en la sociedad. Un rostro nos puede relatar cosas como la identidad, el estado de ánimo, edad, el sexo, etnia, y la dirección en la que se está mirando. Los estudios basados en la neurociencia, conducta, electro psicología, y neuro-imágenes han apoyado la noción de un mecanismo especializado para la percepción de rostros. Los pacientes con prosopagnosia demuestran una aportación neuropsicológica especializada en mecanismos de percepción de rostros, a causa de daño cerebral, tienen deficiencias en percepciones faciales, pero su percepción cognitiva de objetos se mantiene intacta. El efecto de la inversión de rostro provee un soporte de conducta para un mecanismo especializado en cuanto las personas tienden a tener déficits mayores en tareas de rendimiento cuando los incitan a reaccionar a un rostro invertido en vez de a un objeto invertido. 
El apoyo electrofisiológico proviene del descubrimiento de que las respuestas del N70 y el M170 tienden a ser rostro-específicas. Los estudios de neuroimagen tal como los estudios de tomografía por emisión de positrones (PET) y de imagen por resonancia magnética funcional (IRMf) han demostrado apoyo para un proceso facial de mecanismo especializado y a su vez han identificado regiones del giro fusiforme que tienen una activación más potente durante las tareas de percepción facial a comparación de otras tareas de percepciones visuales.  Las teorías involucradas con la percepción facial de adultos han surgido enormemente de dos fuentes: las búsquedas en la percepción adulta facial normal y en el estudio de deterioros en la percepción facial que son causados por lesiones del cerebro, o una enfermedad neurológica. Nuevas ilusiones ópticas como las del efecto de distorsión facial de flash, en donde la fenomenología científica deja atrás la teoría neurológica, también proveen áreas de investigación.  
Una de las teorías de percepción facial más aceptadas argumenta que el entendimiento de los rostros tiene varias etapas: desde las manipulaciones perceptuales básicas de la información sensorial a derivar detalles de la persona (tal como edad, sexo, o lo atractivo) hasta el poder recordar los detalles más significativos como sus nombres y alguna experiencia pasada relevante del individuo. 
Este modelo (elaborado por el psicólogo Vicki Brucey Andrew Young) argumenta que la percepción facial podría involucrar varios subprocesos independientes trabajando en unísono. Una “descripción centrada de visualización” es derivada del fragmento perceptual. Aspectos físicos simples del rostro son utilizados para trabajar con la edad, sexo, o básicas expresiones del rostro. La mayoría de los análisis en esta etapa son en base de característica por característica. Esa información inicial es utilizada para crear un modelo estructurado del rostro, el cual le permite ser comparado con otros rostros en la memoria, y otras visualizaciones cruzadas.  Después de exponer el código estructural a varios rostros, este nos permite reconocer esa misma cara en diferentes contextos.
Esto explica por qué una persona vista de un ángulo diferente puede aun así ser reconocida. Esta codificación estructurada puede visualizarse en específico para los rostros verticales como tal demuestra el Efecto Thatcher. La representación estructuralmente codificada es hipotéticamente transferida a “unidades del reconocimiento de rostros” que son utilizados con “identidades personales de nodos” para identificar a la persona a partir de información de la memoria semántica. En los experimentos de investigación se ha demostrado que la habilidad natural para elaborar el nombre de alguien al ver su rostro, de ver sido dañado en algunos casos, de lesión cerebral, sugiere que el nombrar podría ser un proceso diferente al de la memoria de otra información de una persona.
El estudio de la Prosopagnosia (una deficiencia en el reconocimiento de rostros en el cual por lo regular es causado por lesiones cerebrales) ha sido de gran ayuda en el entendimiento de cómo una percepción facial normal podría funcionar. Los individuos con Prosopagnosia podrían diferir en sus habilidades al entender un rostro, y han sido las investigaciones de estas diferencias las cuales han sugerido que varias teorías de las etapas podrían estar en lo correcto.
La percepción facial es una habilidad que involucra muchas áreas del cerebro; aunque, algunas áreas han demostrado ser particularmente importantes.  Los estudios de las imágenes de cerebro típicamente demuestran una gran muestra de actividad en el área del lóbulo temporal conocido como el giro fusiforme, un área también conocida por causar la prosopagnosia cuando está dañada (particularmente cuando los daños ocurren en ambos lados). Esta evidencia ha llevado a un interés en particular de esta área y a veces es denominada como el área facial fusiforme (FFA) por esa razón.

## Neuroanatomía del proceso facial
Hay varias partes del cerebro que desempeñan un papel en la percepción facial. Rossion, Hanseeuw, y Drictot utilizaron mapas de señal BOLD de IRMf para identificar la activación en el cerebro cuando los individuos observaban tanto los carros como los rostros. La mayoría de los estudios de señal BOLD de IRMf usan el contraste dependiente del nivel de oxígeno en la sangre (BOLD) para determinar qué áreas del cerebro son activadas por varias funciones cognitivas. Encontraron que el área facial occipital, localizada en el lóbulo occipital, de el área fusiforme facial, el surco temporal superior, el amígdala, y la corteza anterior/inferior del lóbulo temporal, todos desempeñan un papel al contrastar los rostros de los carros, con la percepción facial inicial comenzando en el área y áreas faciales occipitales. Esta región entera se relaciona a formar una red de conexión que actúa al distinguir los rostros. El proceso de rostros en el cerebro es conocido como la percepción de “la suma de partes”. De todas formas, las partes individuales del rostro deben ser procesadas primero, para así poder juntar las partes. En el procesamiento temprano, el área facial occipital contribuye a la percepción facial por reconocimiento de ojos, nariz, y boca como piezas individuales. Cabe mencionar, Arcurio, Gold, y James utilizaron el mapa de señal BOLD de IRMf para determinar patrones de activación en el cerebro cuando las partes del rostro eran presentadas en combinación y cuando eran presentadas individualmente. El área facial occipital es activada por la percepción visual de características individuales del rostro, por ejemplo, la nariz y la boca, y la combinación de preferencia de dos ojos sobre otras combinaciones. Esta investigación reconoce las partes del rostro en las etapas tempranas de reconocimiento. Al contrario, el área facial fusiforme no demuestra ninguna preferencia Por características individuales, porque el área facial fusiforme es responsable por la información “holística/configurar”, dando entender que pone todas las piezas procesadas del rostro juntas en el proceso siguiente. Esta teoría está apoyada por el trabajo de Gold et al. quien encontró que independientemente de la orientación de un rostro, los individuos fueron impactados por la configuración de las características independientes del rostro. También fueron afectados por la codificación de la relación entre esas características. Esto demuestra que los procesamientos están conformados por la suma de las partes de las etapas que provienen después del reconocimiento. 
La percepción facial ha identificado, correlativos neuroanatómicas en el cerebro. Durante las percepciones faciales, las activaciones mayores ocurren en el área extraestriada bilaterales, particularmente en el área fusiforme facial, el área facial occipital (OFA) y el tejido blando superior temporal (fSTS). El percibir un rostro humano invertido involucra alteración en la actividad del córtex occipital inferior. Aunque, ninguno de estos resultados fue encontrados al percibir el rostro de un perro, el cual sugiere que este proceso sea específico a la percepción de los rostros humanos. 
El área facial fusiforme está localizada en el giro lateral fusiforme. Se opina que esta área está involucrada con el proceso holístico de los rostros y es sensible a la presencia de partes del rostro, así como las configuraciones de estas partes. El área facial fusiforme también es necesaria para exitosamente identificar y detectar el rostro. Esto se apoya de activaciones de la IRMf y los estudios de Prosopagnosia, en cual incluye lesiones en el área facial fusiforme.
El OFA está localizado en la parte del giro inferior occipital Similar to the FFA, this area is also active during successful face detection and identification, a finding that is supported by fMRI activation. Similar a; FFA, esta área también está activa durante las detecciones faciales exitosas e identificadas, un descubrimiento que está respaldado por la activación de la IRMf. El OFA es parte de y necesario en el análisis de partes faciales, pero no en el espacio ni configuración de las partes del rostro. Esto sugiere que el OFA puede estar involucrado del paso en el proceso facial que ocurre antes del proceso FFA.
El fSTS participa en el reconocimiento de las partes faciales y no es sensible a la configuración de estas partes. También se piensa que esta área está involucrada en la percepción de la mirada.  El fSTS ha demostrado un aumento de la activación al prestar atención a la dirección de la mirada.  Estudios recientes han intentado delinear si el área fSTS se ilumina mientras las personas usan la mirada de otros para establecer una atención conjunta y no fSTS, pero se encontró que otra área (la mirada que sigue al parche que todavía está cerca de fSTS, pero no se superponen) fue la base del sistema de procesamiento de la mirada en humanos. 
La activación bilateral generalmente se muestra en todas estas áreas faciales especializadas. Sin embargo, hay algunos estudios que incluyen un aumento de la activación en un lado sobre el otro. Por ejemplo, McCarthy (1997) ha demostrado que el giro fusiforme derecho es más importante para el procesamiento facial en situaciones complejas. 
Gorno-Tempini y Price han demostrado que los giros fusiformes responden preferentemente al reconocimiento de caras, mientras que los giros parahipocampales / linguales responden a los edificios.
Es importante tener en cuenta que, si bien ciertas áreas responden de manera selectiva a las caras, el procesamiento facial implica muchas redes neuronales. Estas redes incluyen sistemas de procesamiento visual y emocional. La investigación del procesamiento facial emocional ha demostrado que hay algunas de las otras funciones en el trabajo. Al observar caras que muestran emociones (en especial aquellas con expresiones faciales mostrando miedo) en comparación con las caras neutrales, existe una mayor actividad en el giro fusiforme derecho. Este aumento de la actividad también se relaciona con el aumento de la actividad de la amígdala bajo las mismas situaciones.  Los efectos del procesamiento emocional observados en el giro fusiforme disminuyen en pacientes con lesiones en la amígdala Esto demuestra las posibles conexiones entre la amígdala y las áreas de procesamiento facial.
Otro aspecto que afecta tanto al giro fusiforme como a la activación de la amígdala es la familiaridad de las caras. Tener múltiples regiones que pueden activarse con componentes faciales similares indica que el procesamiento facial es un proceso complejo. Platek y Kemp (2009) demostraron una mayor activación cerebral en precuneus y cuneus cuando la diferenciación de dos caras es fácil (por ejemplo, caras familiares y no familiares) y el papel de los sustratos mediales posteriores para el procesamiento visual de caras con características familiares (por ejemplo, caras que tiene similitud con la cara de un hermano). 
Ishai y sus colegas han propuesto la hipótesis de topología de forma de objeto, que postula que existe una organización topológica de sustratos neurales para el procesamiento facial y de objetos. Sin embargo, Gauthier se encuentra en desacuerdo y sugiere que los modelos específicos de categoría y de mapa de proceso podrían acomodar a la mayoría de los otros modelos propuestos para las bases neuronales del procesamiento facial.
La mayoría de los sustratos neuroanatómicos para el procesamiento facial están perfundidos por la arteria cerebral media (ACM). Por lo tanto, el procesamiento facial se ha estudiado mediante la medición bilateral de la velocidad del flujo sanguíneo cerebral medio en las arterias cerebrales medias. Durante las tareas de reconocimiento facial, se han observado mayores cambios en la arteria cerebral media derecha (RMCA) que en la izquierda (LMCA). Se ha demostrado que los hombres utilizan la lateralización de la derecha y las mujeres utilizan lateralización izquierda durante las tareas de procesamiento facial.
Así como la memoria y la función cognitiva separan las habilidades de los niños y adultos para reconocer las caras, la familiaridad de una cara también puede desempeñar un papel en la percepción de las caras. Zheng, Mondloch y Segalowitz registraron potenciales relacionados con eventos en el cerebro para determinar el momento de reconocimiento de caras en el cerebro. Los resultados del estudio mostraron que las caras familiares están indicadas y reconocidas por un N250 más fuerte,  una respuesta de longitud de onda específica que desempeña un papel en la memoria visual de las caras. Del mismo modo, Moulson et al. Encontró que todas las caras provocan la respuesta N170 en el cerebro.
Al utilizar la resonancia magnética funcional con grabaciones electrofisiológicas de una sola unidad, el grupo de Doris Tsao reveló un código que el cerebro utiliza para procesar caras en macacos. Conceptualmente, el cerebro necesita solo ~ 50 neuronas para codificar cualquier rostro humano, con rasgos faciales proyectados en los ejes individuales (neuronas) en un "Espacio Facial" de 50 dimensiones.